# TRIAC

Reglering av växelspänning (dimmer); a) är nätspänning, b) är strömmen genom triac vid hög effekt, c) vid låg effekt; pilarna anger tiderna där styrelektroden bekräftas.

En TRIAC, eller triode for alternating current är en elektronisk komponent uppbyggd av halvledarmaterial med två styrda halvvågslikriktare (tyristorer) förenade i en antiparallellkoppling (parallellkopplade men med polariteten omvänd på den ena) med deras styren ihopkopplade.
TRIAC:s är del i tyristor-familjen och är nära besläktade med silicon-controlled rectifier (SCR). Till skillnad från SCR, vilka är enkelriktade komponenter (dvs kan bara leda ström i ena riktningen) är TRIAC:s dubbelriktade. En annan väsentlig skillnad från SCR är att strömmen genom en TRIAC kan sättas igång genom antingen en positiv eller negativ ström genom gaten, där SCR bara kan igångsättas med en ström som går in till gaten. För att trigga en TRIAC skall en positiv eller negativ spänning tillföras gaten i förhållande till A1 i bilden.
När en TRIAC väl har börjat leda fortsätter den att leda tills strömmen sjunker under en viss gräns (engelska: holding current).
Förmågan att leda ström i båda riktningarna gör TRIAC:s till lättanvända brytare för växelströmskretsar. De har även förmågan att styra stora effekter med strömmar i milliampere området genom sin gate. Dessutom ger en trigger-puls vid en viss fasvinkel i en växelströmscykel möjligheten att styra andelen ström som flödar igenom TRIAC:en till lasten (faskontroll), vilket ofta används för att exempelvis styra hastigheten hos motorer eller för att dimra lampor och för att styra elektriska element.

Schemasymbol; G är gate, styrelektroden

## Tillämpningar

Typisk användning som dimmer

TRIAC:s med låg effekt används i många tillämpningar så som dimmer, hastighetskontroll för elektriska fläktar och andra motorer och i moderna datoriserade kontrollkretsar i många hushållsapparater.